# Cesare Benedetti (football, 1920-2002)
Pour les articles homonymes, voir Cesare Benedetti et Benedetti.
Cesare Benedetti, né le 24 octobre 1920 à Trévise et mort le 9 juillet 2002 dans sa ville natale, est un footballeur italien.

## Biographie
Lors de la saison 1941-1942, Cesare Benedetti remporte le titre de champion d'Italie avec l'AS Roma.